# Dom van Freising
De Maria- en Corbinianusdom (Dom St. Maria und St. Korbinian) in Freising, kortweg ook wel Mariadom genoemd, was de bisschopszetel en kathedrale kerk van het vroegere bisdom Freising, voordat het bisdom in 1821 in het aartsbisdom München en Freising opging en de Onze-Lieve-Vrouwekerk te München tot kathedraal werd verheven. Op initiatief van de vroegere aartsbisschop van München en Freising, kardinaal Joseph Aloisius Ratzinger, de voormalige paus Benedictus XVI, heeft de kerk de status van een cokathedraal. Hier vinden de priesterwijdingen van het huidige aartsbisdom plaats. De tweede patroon van de kerk, de heilige Corbinianus, is tegelijkertijd de schutspatroon van de stad Freising en het huidige aartsbisdom München en Freising.

## Geschiedenis
Al sinds het jaar 715 stond op de domberg de eerste Mariakerk van het huidige bisdom, die in 739 door Sint-Bonifatius als bisschopskerk werd aangewezen. De kerk werd omstreeks 860 in opdracht van bisschop Anno vervangen door een nieuwe drieschepige dom. Na een brand op 5 april 1159, op een palmzondag, werd met de huidige van oorsprong romaanse kerk begonnen met gedeeltelijke gebruikmaking van oude bouwdelen. De voltooiing en wijding van het godshuis vond in 1205 plaats. Door de eeuwen heen werd de dom ook later nog herhaaldelijk verbouwd.
Het oorspronkelijk vlakke houten plafond van de romaanse kerk werd in de jaren 1481-1483 door gotische gewelven vervangen. Vanaf 1619 werd begonnen met de barokkisering van het kerkgebouw met de verwijdering van de gotische ribben. De in verband met het 1000-jarig jubileum begonnen renovatie leidde tot het huidige rijkgedecoreerde rococointerieur, dat rond het jaar 1724 in iets minder dan anderhalf jaar door de gebroeders Asam tot stand werd gebracht. De beide broers oriënteerden zich bij de kleurenkeuze op de kleuren van het hoogaltaarschilderij. De ruimte laat hierdoor een harmonieuze indruk achter.
In de jaren 1920 van de 20e eeuw werden de fresco's tijdens renovatiewerkzaamheden gedeeltelijk overgeschilderd. Samen met vochtigheid bracht dit de fresco's ernstige schade toe. De verflaag werd bij de laatste grote renovatie in 2006 chemisch verwijderd.
Zijne Heiligheid Benedictus XVI studeerde van 1946 tot 1951 als Joseph Aloisius Ratzinger op de domberg theologie. Hij werd in de domkerk tot priester gewijd en was later als theologieprofessor in Freising werkzaam. Op 14 september 2006 bezocht de toenmalige paus aan het einde van zijn bezoek aan Beieren de dom in een ontmoeting met de clerus.

## Kunstwerken[1]

### Het hoogaltaar
Het huidige hoogaltaar is in 1625 door Philipp Dirr gemaakt en verving destijds het oudere gotische hoogaltaar. In de 17e eeuw bestelde de vorstbisschop Veit Adam von Gepeckh bij de Vlaamse barokschilder Peter Paul Rubens het schilderij van het hoofdaltaar. Het schilderij stelt de "Apocalyptische Vrouw" voor. Sinds 1804 bevindt het origineel zich in de Alte Pinakothek te München. Het huidige schilderij is een door Emil Böhm vervaardigde kopie uit 1926.

### Het Maria-icoon
Het byzantijnse Maria-icoon komt oorspronkelijk uit Constantinopel en kwam via Italië en Engeland naar Freising. Het icoon werd vereerd omdat men veronderstelde dat het icoon door de evangelist Lucas werd vervaardigd. Het icoon bevindt zich tegenwoordig in het Dombergmuseum. Daar bevindt het zich in een barokke enscenering omgeven door engelen en geplaatst in een kostbaar altaar met zilverbeslag.

### Koorgestoelte
De dom bezit een gotisch koorgestoelte van 1488 met de reeks bisschoppen teruggaande tot het jaar 724.

### De fresco's
De fresco's werden in de 18e eeuw aangebracht door de gebroeders Asam. Bijzonder is met name de schijnkoepel, waarin de Moeder Gods tussen vier zuilen als een vorstin en eigenares van de dom wordt omgeven door deugden en engelen. De koepel wordt gedragen door de vier evangelisten. De evangelist Lucas houdt de door hem geschilderde afbeelding van de Moeder Gods in handen. In het grote middenfresco ontvangen de heiligen van Freising de kroon van het eeuwige leven uit de handen van Christus.

### Zijaltaren
De kerk heeft vijf beuken. De beide buitenste zijbeuken zijn geleidelijk ontstaan met de bouw van kleine zijkapellen in de 14e en 15e eeuw. Tussen de buitenste en binnenste zijbeuken staan prachtige, rijk gedecoreerde vergulde smeedijzeren sierhekken uit omstreeks 1630. In het noordelijke deel bevindt zich oostelijk in het binnenste zijschip de Sacramentskapel met een beweningsgroep van Erasmus Grasser uit 1492. In het noordelijke buitenste zijschip hangt in de oostelijke afsluiting een altaarschilderij uit 1626 van Peter Candid met de voorstelling "Maria bezoekt haar nicht Elisabeth". Het Johannes-Nepomukaltaar in het zuidelijke zijschip werd in de jaren 1737-1738 door Egid Quirin Asam gemaakt in de stijl van de Italiaanse laatbarok. In de volksmond wordt het altaar ook wel Johannes-altaar genoemd vanwege de beelden die allemaal een Johannes voorstellen (Johannes de Doper, evangelist Johannes en Sint-Johannes Nepomuk).

### Orgel
De orgelkas is nog van het oude instrument uit 1624 van de Münchener orgelbouwer Hans Lechner. Het orgel kan met twee beschilderde vleugeldeuren gesloten worden. Boven in het midden bevindt zich een klok met een romeins cijferblad. De deuren van de orgelkas zijn van binnen beschilderd met een engelenconcert, van buiten wordt de Aankondiging van de Heer voorgesteld. Het huidige instrument werd in de jaren 1978-1980 door de firma Winfried Albiez uit Lindau gebouwd en bezit 52 registers verdeeld over drie manualen.

### Crypte
De nieuwbouw van de dom begon met een romaanse, vierschepige crypte. Waarschijnlijk werd de crypte op 2 september 1161 voltooid, toen in het bijzijn van aartsbisschop van Salzburg de relieken van de heilige Nonnosus werden bijgezet. Alle zuilen en kapitelen van de crypte zijn uniek gevormd. Het meest bijzonder is de zogenaamde Bestiensäule in het midden van de crypte. De zuil is geheel met vechtende menselijke gestalten en draken versierd. De zuil laat zich verdelen in twee delen: aan de zijde waar de zon ondergaat (het westen) heersen de machten van de duisternis, in het oosten, waar de zon opkomt, brengt Christus hoop en leven. Op de lege sarcofaag van de heilige Corbinianus staat een neoromaanse schrijn uit 1861 met zijn relieken. Ook werd de heilige Lantpert in de crypte begraven.

### Maximiliaankapel
De crypte werd in 1710 uitgebreid met de achthoektige Maximiliaankapel door Giovanni Antonio Viscardi. Het plafond werd beschilderd door Hans Georg Asam, de vader van de beide broers Cosmas Damian Asam en Egid Quirin Asam. Onder de nissen bevinden zich muurschilderijen uit 1772 van Johann Baptist Deyrer. In de kapel bevindt zich een retabel van Andreas Wolff en een klein reliquiarium met een relikwie van de in 1988 zalig gesproken Kaspar Stangassinger.

### Kruisgang
Ten oosten van de dom sluit zich de gotische kruisgang aan. De 15e-eeuwse kruisgang werd in 1716 door Johann Baptist Zimmermann van stucwerk voorzien. De kruisgang leidt in het noordoostelijke deel door de 14e-eeuwse Sint-Benedictuskerk. In het zuiden ligt de barokke zaal van de dombibliotheek over de kruisgang.

### Klokken
De dom van Freising bezit elf klokken en dateren uit de renaissance- en baroktijd. Twee klokken werden in 2007 gegoten.

## Afbeeldingen

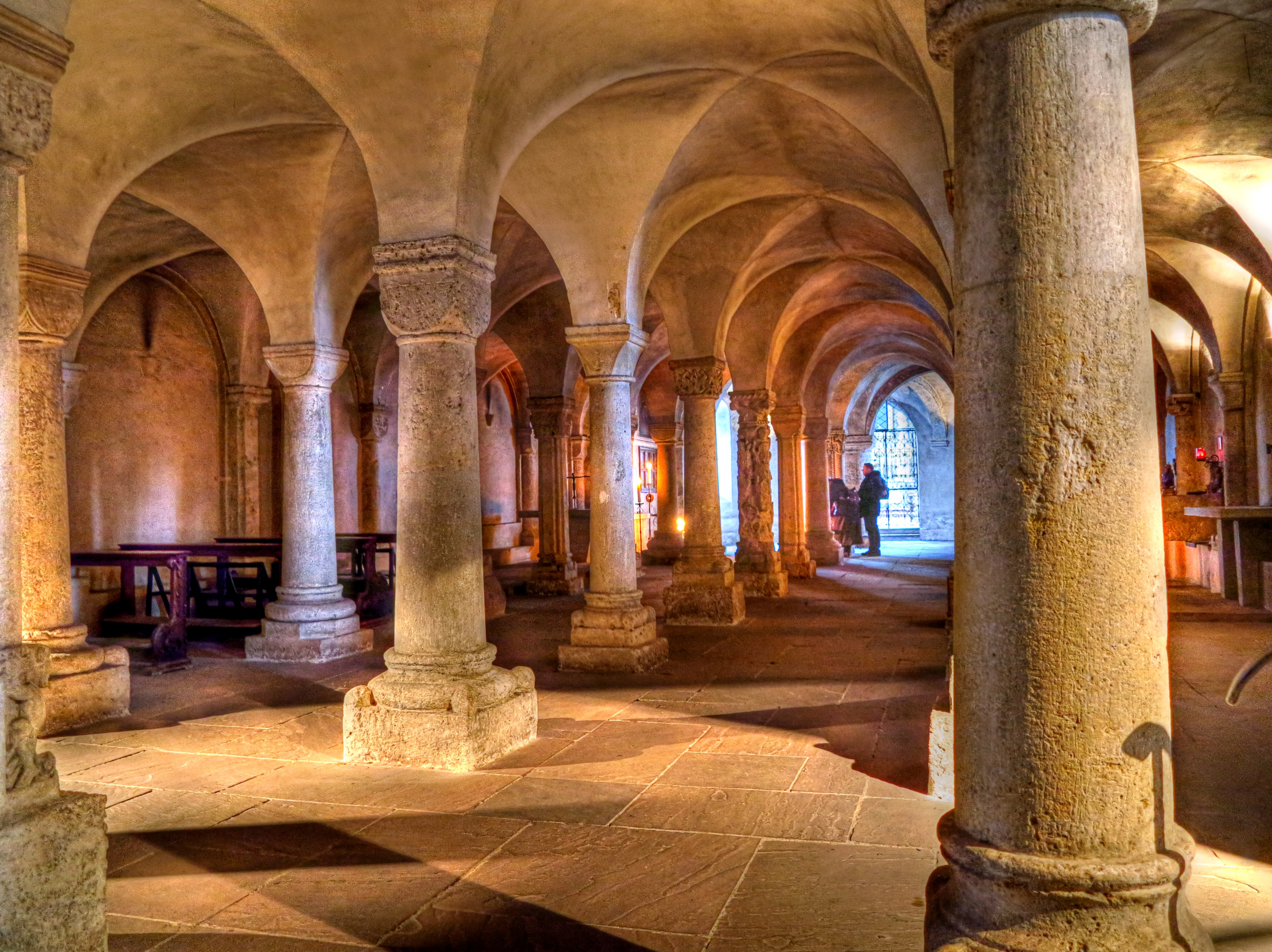
Crypte
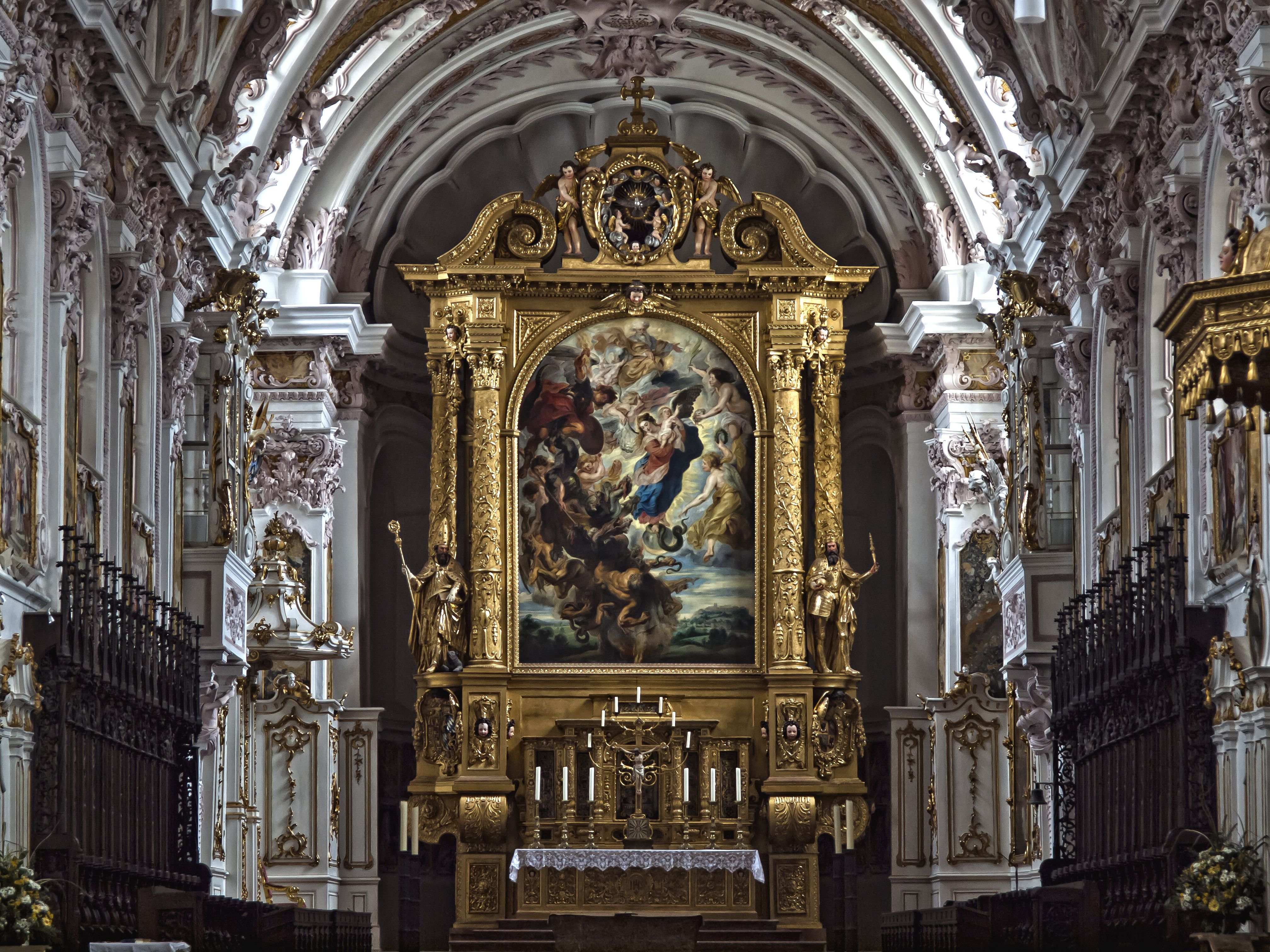
Hoofdaltaar
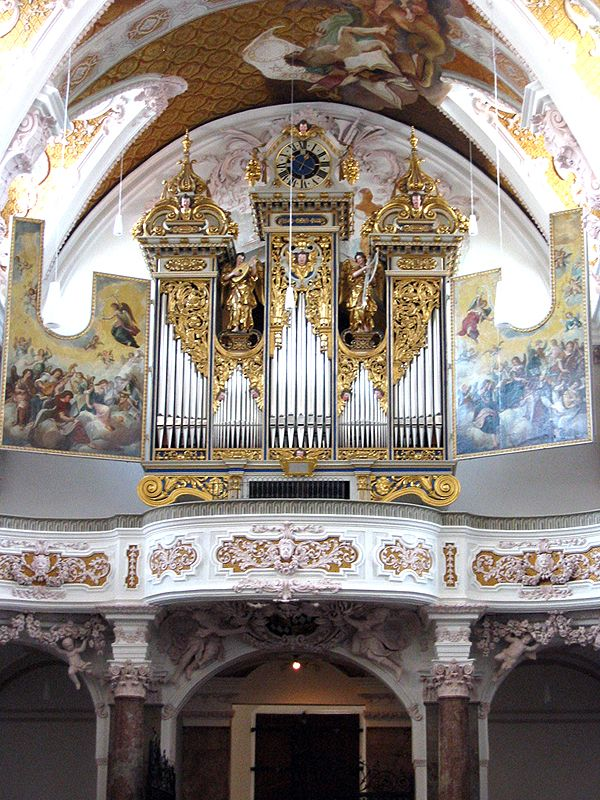
Orgel
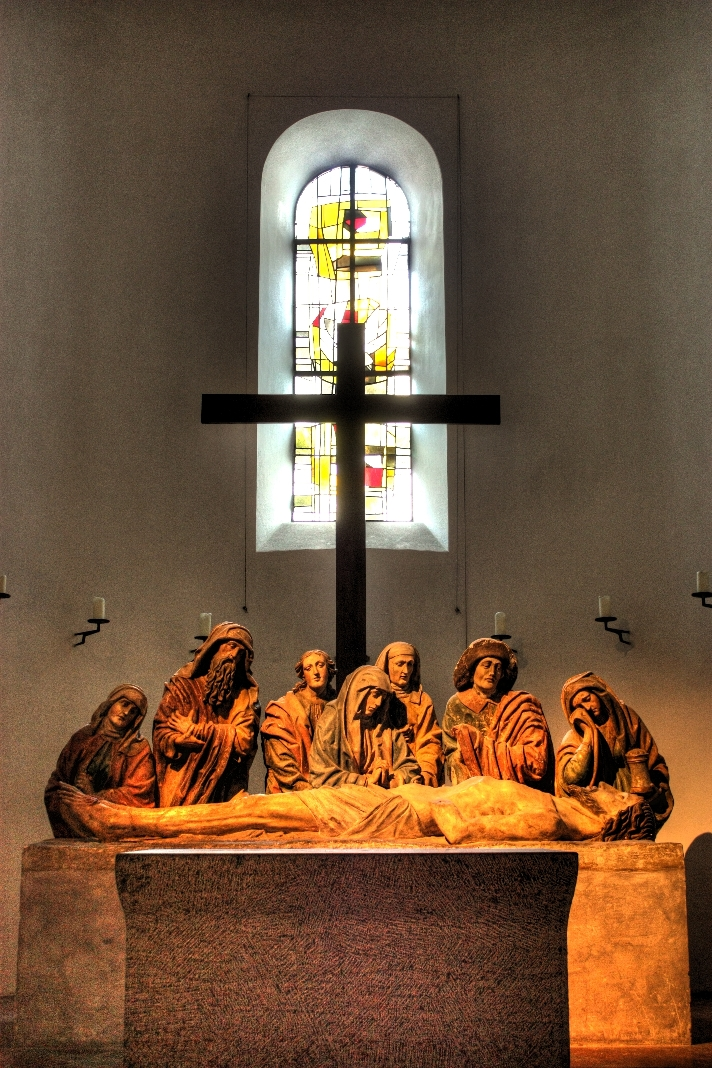
Graflegging
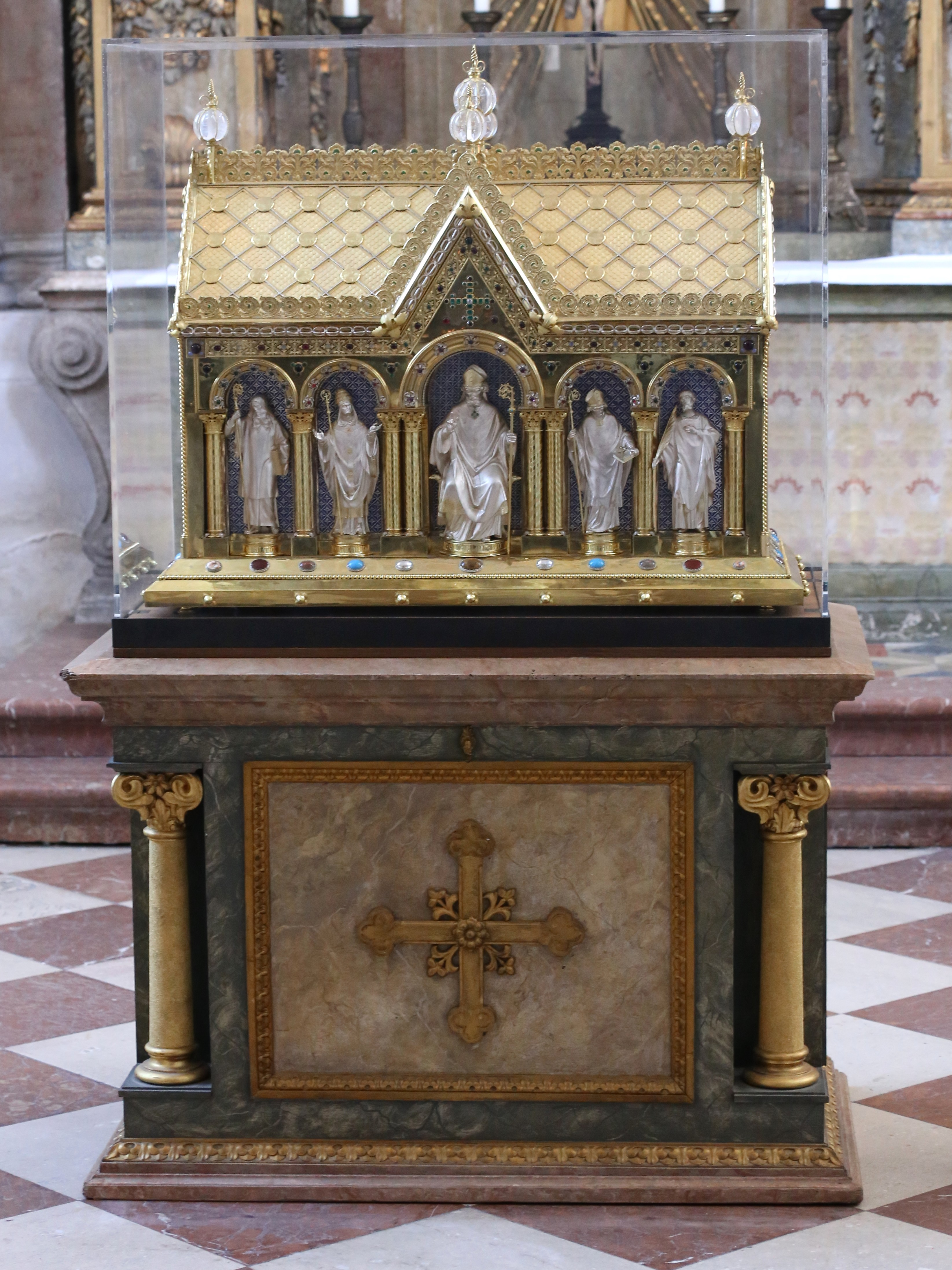
Corbinianusschrijn
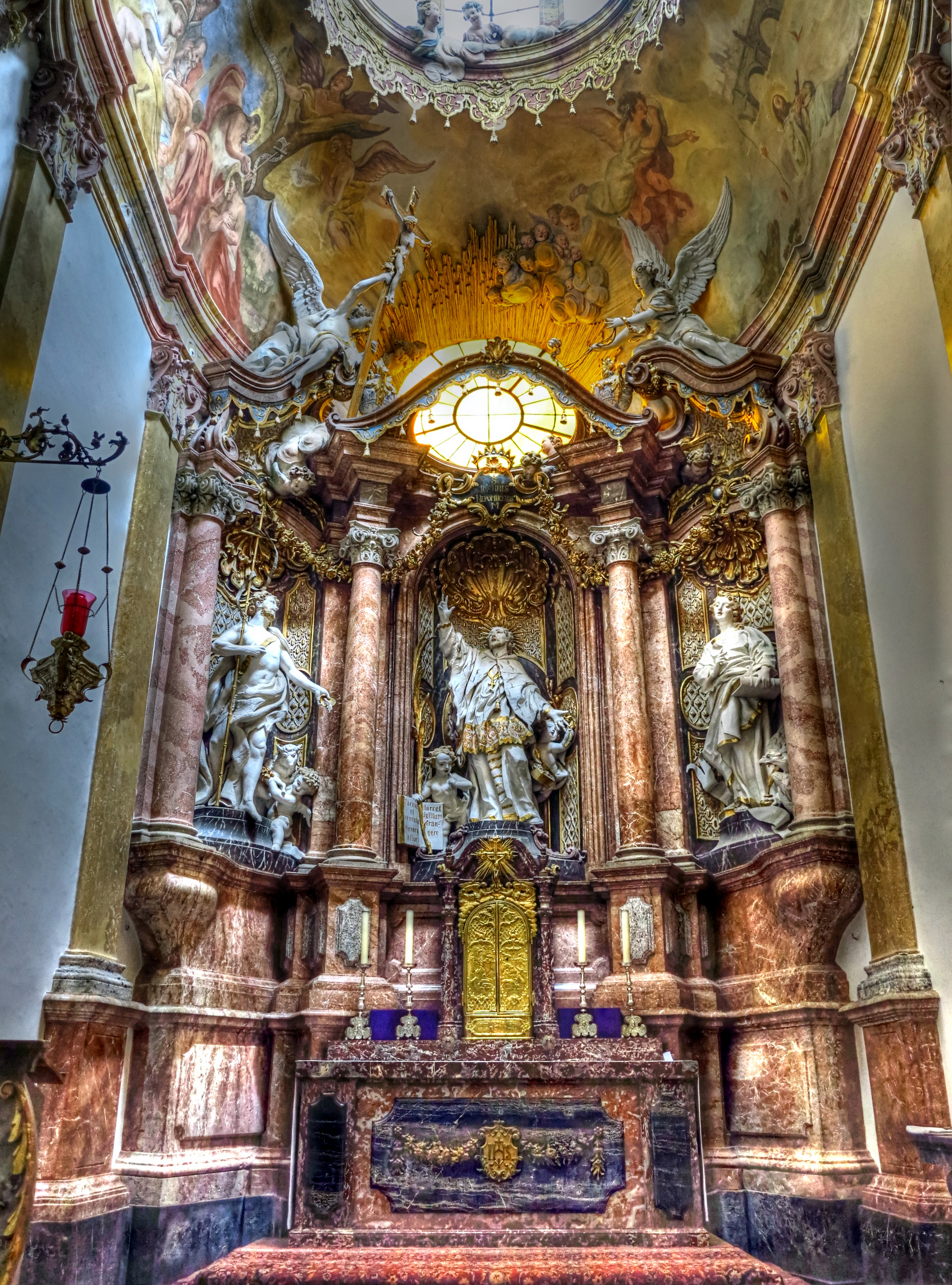
Sacramentskapel